# Młyn Górny
Młyn Górny (dodatkowa nazwa w j. kaszub. Górny Młin) –  część wsi kaszubskiej Kożyczkowo w Polsce, położona w województwie pomorskim, w powiecie kartuskim, w gminie Chmielno, na zachód od Kożyczkowa nad rzeką Łebą. Młyn Górny leży na obszarze Pojezierza Kaszubskiego i znajduje się na terenie Kaszubskiego Parku Krajobrazowego. 
Wchodzi w skład sołectwa Kożyczkowo. 
W latach 1975–1998 Młyn Górny administracyjnie należał do województwa gdańskiego.